# Lecter Media
Lecter Media is een Vlaams productiehuis uit Lint dat verantwoordelijk is voor een aantal bekende VTM-programma's waaronder Groeten uit... en Wat een Jaar!.
Het bedrijf werd opgericht in 2016 door Guy Goedgezelschap, die aan het hoofd stond van TvBastards, en Jan Segers, ex-programmadirecteur bij Medialaan.  In 2017 kwam daar nog Lecter Scripted Media bij, een bedrijf dat zich specifiek toelegt op fictie en drama.
Lecter Media levert programma's aan Vlaamse en Nederlandse zenders.  In Nederland en Duitsland vormt Lecter Media samen met De Mensen en Woestijnvis het productiehuis Fabiola. In Wallonië is Lecter Media actief met OVNI Media.

## Producties

### Entertainment
- Axel opgelicht, seizoen 2 (VTM, 2016)
- Groeten uit... (VTM, 2017-2021)
- Pro Deo (VTM, 2017)
- Sofie in de keuken van... (VTM, 2017)
- Bartel in het wild (VIER, 2017)
- Project Axel (VIER, 2017)
- De uitverkorenen (VTM, 2017)
- Kan u de vraag nog eens herhalen? (VTM, 2017)
- Wat een Jaar! (VTM, 2018-heden)
- Jong Geweld (VTM, 2018)
- Over winnaars (VTM, 2018-2019)
- De sollicitatie (VIER, 2019)
- Groeten uit 19xx (RTL 4, 2018)
- Donovan Magicien (RTL TVI, 2018-heden)
- Love Island (VIER & RTL 5, 2019-heden)
- Loïc: Zot van koken (VTM, 2019-2020)
- Loïc: Fou de cuisine (RTL TVI, 2019-heden)
- Op naar de 100! (Eén, 2019)
- Steenrijk, straatarm (VTM, 2019, 2021)
- Raconte-moi des salades (RTL TVI, 2019-2020)
- Mijn Keuken Mijn Restaurant (VTM, 2020)
- Souvenirs souvenirs (RTL TVI, 2020)
- Axel gaat binnen (VTM, 2020-2021, 2024)
- Axel gaat buiten (VTM GO, 2020)
- Luc en Bart: een paar apart (VTM, 2020)
- Nicholas (VTM, 2020)
- Ik vertrek uit Vlaanderen (VTM2, 2020-2021)
- Big Brother 2021 (Play4, 2021)
- Kat zonder grenzen (Play4, 2021)
- Dance dreams (Play5, 2021)
- Snackmasters, het geheime recept (RTL TVI, 2021)
- Loïc: Tussen 2 vuren (VTM, 2021-heden)
- De Schaal van Pascale (VTM, 2022)
- Paradijs zoekt personeel (VTM, 2022)
- Come dance with me (Play4, 2022)
- Tiny House Battle (VTM, 2022)
- Comedy Casino (VRT Canvas, 2024)

### Fictie (Lecter Scripted Media)
- De Luizenmoeder (VTM, 2019-2020)
- Lockdown (Eén, 2021)
- Mijn Slechtste Beste Vriendin (Streamz & Play4, 2021)
- True Crime Belgium (Play4, 2022)